# 1900년 하계 올림픽 양궁 남자 오 샤플레 33m
1900년 하계 올림픽 양궁 남자 오 샤플레 33m는 프랑스 파리에서 개최된 1900년 하계 올림픽 양궁의 세부 종목]]이다. 1900년에 프랑스 파리에서 진행된 1900년 하계 올림픽 양궁의 세부 종목이다. 2개국에서 6명의 선수가 참가했지만, 1위부터 3위까지의 선수만 알려져있고 4위부터 6위까지의 선수는 알려져 있지 않다.

## 경기 결과
| 순위 | 선수                     | 기록 |
| ---- | ------------------------ | ---- |
| 1    | 위베르트 방 이니스 (BEL) | 불명 |
| 2    | 빅토르 티보 (FRA)        | 불명 |
| 3    | 샤를 프레데릭 프티 (FRA) | 불명 |
| 4-6  | 불명                     | 불명 |

## 메달리스트
| 종목          | 금                          | 은                   | 동                          |
| ------------- | --------------------------- | -------------------- | --------------------------- |
| 오 샤플레 33m | 위베르트 방 이니스 · 벨기에 | 빅토르 티보 · 프랑스 | 샤를 프레데릭 프티 · 프랑스 |

## 참고 문헌
- “1900년 하계 올림픽 양궁 경기 결과”. 국제 올림픽 위원회. (영어)
- De Wael, Herman. 《Herman's Full Olympians: "Archery 1900"》. 2007년 3월 12일에 원본 문서에서 보존된 문서. 2006년 1월 17일에 확인함.
- Mallon, Bill (1998). 《The 1900 Olympic Games, Results for All Competitors in All Events, with Commentary》. Jefferson, North Carolina: McFarland & Company, Inc., Publishers. ISBN 0-7864-0378-0.